# Trudoveț, Sofia
Trudoveț (în bulgară Трудовец) este un sat în comuna Botevgrad, regiunea Sofia,  Bulgaria. 

## Demografie
Componența etnică a satului Trudoveț
     Bulgari (91,77%)
     Romi (1,08%)
     Nicio identificare (7,14%)
     Altele (0%)
La recensământul din 2011, populația satului Trudoveț era de 3.235 locuitori. Din punct de vedere etnic, majoritatea locuitorilor (91,77%) erau bulgari, cu o minoritate de romi (1,08%). Pentru 7,14% din locuitori nu este cunoscută apartenența etnică.